# Acueducto de Amolanas
El acueducto de Amolanas es un acueducto ubicado a los pies del muro del embalse Lautaro a 83 km del poblado de Tierra Amarilla, y a 98 km de Copiapó.
Este monumento nacional se constituye como exclusivo dentro de Chile, debido a su estructura de roca maciza y a su historia, transformándose en un atractivo turístico de la Región de Atacama. Esta construcción es un testigo importante de la arquitectura relacionada con la minería de fines del siglo XIX.
A su costado se encuentra la Casa Administrativa de la Planta, la que se encuentra en ruinas.

## Historia

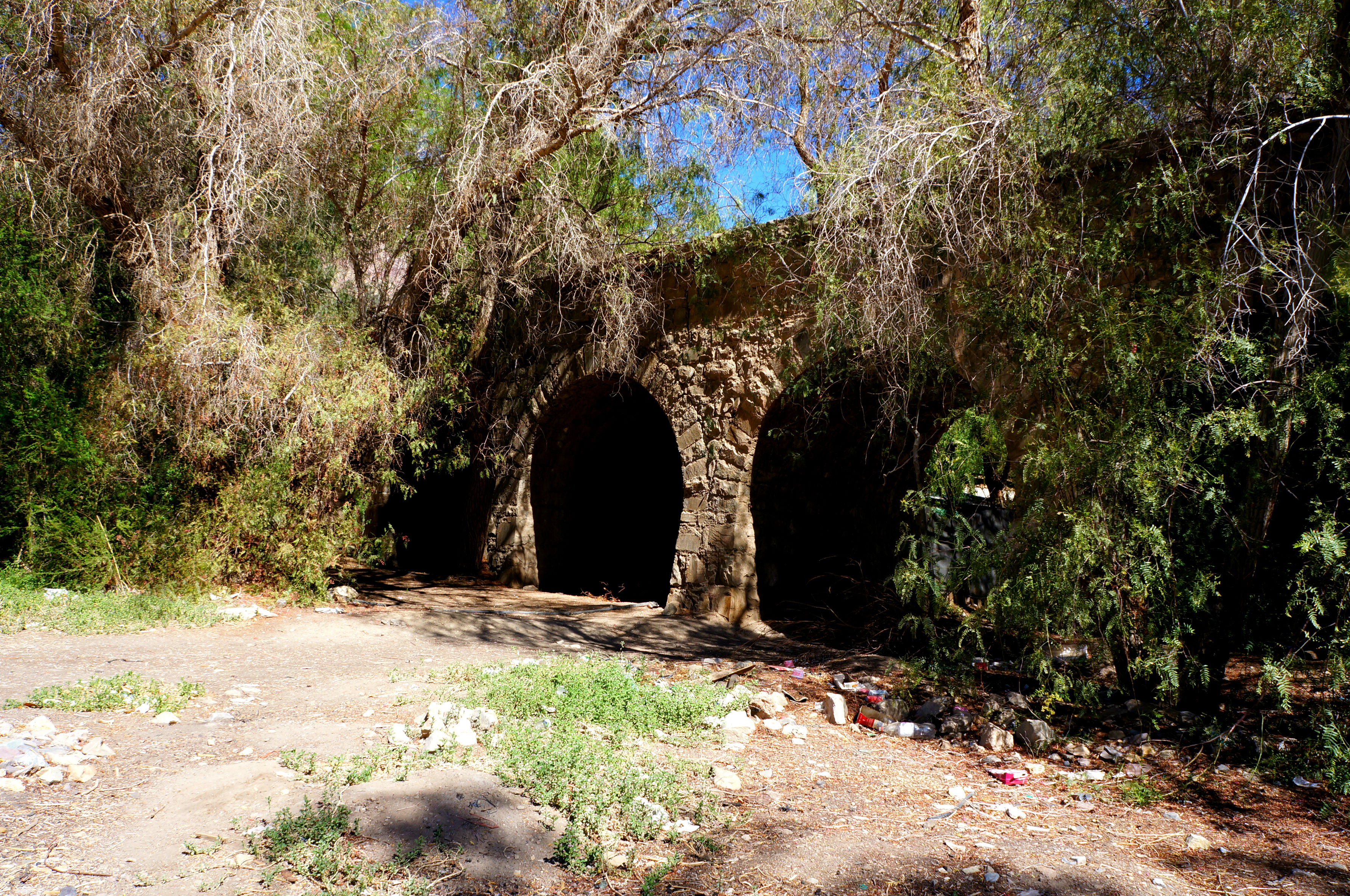
Arcos de piedra del acueducto.

En 1890 la mina Amolanas fue comprada por don Agustín Edwards Ossandón a Teófilo Gómez. Tras la compra, Edwards amplió las labores extractivas e instaló en el margen sur del río Copiapó, a 14 km de Amolanas, la planta Lautaro, compuesta de una molienda y de cribadores hidráulicos que separaban, por gravedad el mineral de buena ley.
El acueducto fue construido ese mismo año, con el objetivo de ser beneficioso para la mina Amolanas. Se levantó utilizando materiales como la piedra canteada y el cemento. A través del acueducto se transportaba el agua del río Copiapó hasta una caída de 16 metros, luego, esta accionaba una turbina matriz de una planta faenadora de minerales. El acueducto de Amolanas fue construido por obreros españoles de la mina Amolanas. Dejó de funcionar en 1928, debido a la construcción del tranque Lautaro.
Fue declarado Monumento Nacional en 1983.

## Ubicación

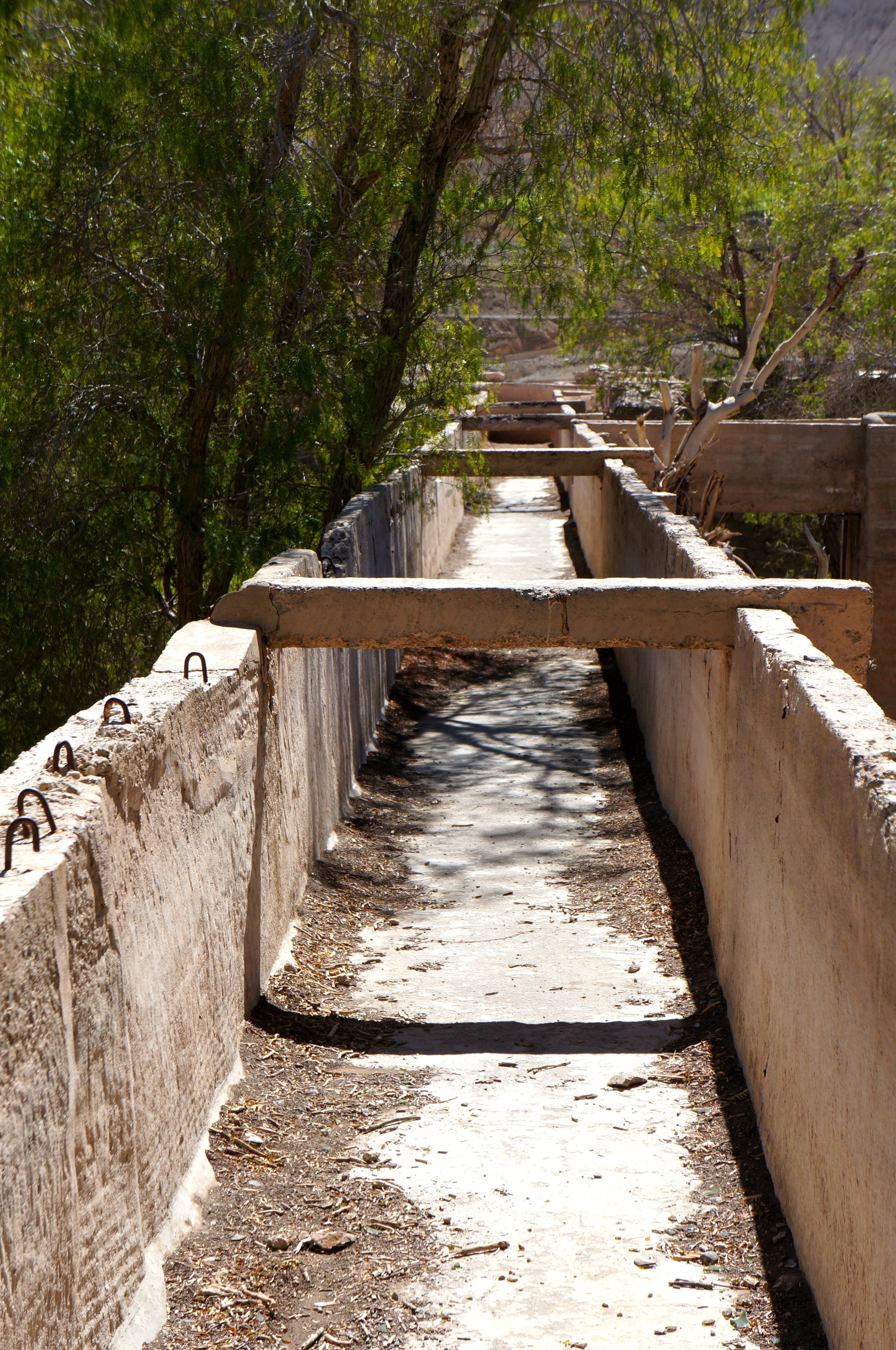
Detalle del acueducto.

Se ubica a aproximadamente 95 kilómetros de Copiapó y a 83 de Tierra Amarilla, es posible llegar a él a través de la ruta que une a la capital regional con el tranque Lautaro; antes de llegar a Lautaro se dobla a la derecha (Mina Amolanas), cruzando el río Copiapó, pasando algunas plantaciones de uvas.

## Turismo
El acueducto de Amolanas es muy visitado en la actualidad ya que se presenta como una ruina de gran atractivo tanto para turista de la Región de Atacama y para turistas del país entero.
A 15 km valle abajo se encuentra la localidad de Los Loros, donde se puede encontrar teléfonos, restaurantes y negocios en general para el abastecimiento de comida. Existe locomoción que llega hasta los pies de la construcción que sale desde el Terminal de Buses de Copiapó, lo que constituye un atractivo adicional por el recorrido que hace por el valle.